# Нетесовская
Нетёсовская — деревня в Вилегодском муниципальном округе Архангельской области.

## География
Находится в юго-восточной части Архангельской области на расстоянии приблизительно 21 км на восток-юго-восток по прямой от административного центра района села Ильинско-Подомское на правом берегу речки Анаваж.

## История
В 1859 году здесь (тогда деревня Сольвычегодского уезда Вологодской губернии) было учтено 3 двора. До 2020 года деревня входила в состав Павловского сельского поселения до его упразднения.

## Население
Численность населения: 39 человек (1859 год), 28 (русские 96 %) в 2002 году, 18 в 2010.